# 160-as évek
Évszázadok: 1. század – 2. század – 3. század
Évtizedek: 110-es évek – 120-as évek – 130-as évek – 140-es évek – 150-es évek – 160-as évek – 170-es évek – 180-as évek – 190-es évek – 200-as évek – 210-es évek
Évek: 160 161 162 163 164 165 166 167 168 169

## Események
- Szent Jusztinusz kivégzése

## Híres személyek
- Marcus Aurelius, római császár (161-180)
- Lucius Verus, római társ-császár (161-169)
- Szótér pápa (166-175)

- Commodus, római császár (született 161-ben)